# Pigüé
Pigüé è una città dell'Argentina, situata nella provincia di Buenos Aires. Fondata nel 1884. Le leggi argentine, favorevoli all'immigrazione dall'Europa e l'abbondanza di risorse naturali della regione attirarono molti emigranti, e una discreta quantità di francesi si stabilirono a Pigüé.